# Рипс, Илья Аронович
Илья Аронович Рипс (ивр. אליהו (איליה) רִיפְּס‎; англ. Eliyahu Rips, также Ilya Rips; 12 декабря 1948, Рига — 19 июля 2024, Иерусалим) — израильский математик, известный своими работами по геометрической теории групп. Стал известен широкой публике как соавтор статьи о закодированной информации в Библии.

## Биография
Родился 12 декабря 1948 года в Риге (Латвийская ССР) в семье преподавателя математики Арона Залмановича Рипса. Стал первым латвийским школьником, участвовавшим в Международной математической олимпиаде. За восемь лет с золотой медалью окончил среднюю школу № 23 г. Риги (ныне Ломоносовская гимназия).
9 апреля 1969 года Рипс (в то время 20-летний студент Латвийского государственного университета) совершил попытку самосожжения в центре Риги у памятника Свободы в знак протеста против вторжения войск Варшавского договора в Чехословакию. Был подвергнут принудительному лечению в «психбольнице особого типа» с диагнозом вялотекущая шизофрения. Пробыл два года в заключении, а в 1972 году, под давлением западных математиков, советские власти разрешили ему эмигрировать в Израиль. В прошлом атеист, Рипс впоследствии стал ортодоксальным иудеем.
После восстановления от полученных ожогов и окончания аспирантуры Рипс поступил на работу на математический факультет Еврейского университет в Иерусалиме. В 1979 году Рипс получил премию Эрдёша Израильского Математического Союза. Значительные работы Рипса (в основном, неопубликованные) посвящены действиям групп на R-деревьях. В частности в 1991 году им был предложен метод изучения действий групп на R-деревьях, получивший название машина Рипса.
Умер 19 июля 2024 года в Иерусалиме в возрасте 75 лет.

## Код Библии
В 1994 году Рипс, совместно с Дороном Вицтумом (Doron Witztum) и Йоавом Розенбергом (Yoav Rosenberg) опубликовал статью в журнале Statistical Science, где утверждалось, что в тексте Книги Бытия (являющейся частью Библии) на иврите содержится закодированная информация. В 1997 году журналист Майкл Дроснин (Michael Drosnin) описал эту гипотезу в популярной книге The Bible Code. Рипс официально дистанцировался от интерпретации своих результатов в книге Дроснина. После публикации книги гипотеза о библейском коде получила неоднозначные, в том числе и отрицательные, оценки.

## Избранные статьи
- E. Rips, Group actions on R-trees, preprint
- E. Rips, Subgroups of small cancellation groups. Bull. London Math. Soc. 14 (1982), no. 1, 45—47.
- Rips, E.; Sela, Z. Structure and rigidity in hyperbolic groups. I. Geom. Funct. Anal. 4 (1994), no. 3, 337—371.
- Rips, E. Sela, Z. Canonical representatives and equations in hyperbolic groups. Invent. Math. 120 (1995), no. 3, 489—512.
- Rips, E.; Sela, Z. Cyclic splittings of finitely presented groups and the canonical JSJ decomposition. Ann. of Math. (2) 146 (1997), no. 1, 53—109.
- Sapir, Mark V.; Birget, Jean-Camille; Rips, Eliyahu, Isoperimetric and isodiametric functions of groups. Ann. of Math. (2) 156 (2002), no. 2, 345—466.
- Birget, J.-C.; Ol’shanskii, A. Yu.; Rips, E.; Sapir, M. V., Isoperimetric functions of groups and computational complexity of the word problem. Ann. of Math. (2) 156 (2002), no. 2, 467—518.